# Parallowithius
Parallowithius är ett släkte av spindeldjur. Parallowithius ingår i familjen Withiidae.
Kladogram enligt Catalogue of Life:
| Parallowithius | \| \| Parallowithius deserticola \| \| \| \| \| \| Parallowithius pauper \| \| \| \| |
|                | \| \| Parallowithius deserticola \| \| \| \| \| \| Parallowithius pauper \| \| \| \| |
|                | Parallowithius deserticola                                                           |
|                |                                                                                      |
|                | Parallowithius pauper                                                                |
|                |                                                                                      |